# Braye (fiume)
La Braye è un fiume francese che scorre a est del bacino parigino, attraversando la Normandia e il Centro-Valle della Loira nei loro dipartimenti dell'Orne, dell'Eure-et-Loir, del Loir-et-Cher e della Sarthe, per poi sfociare nel Loir.

## Geografia
Essa nasce dalle colline del Perche, nel comune di Ceton, a 212 metri d'altitudine, nei pressi della località detta "les Alleux", a 4 chilometri a ovest di Authon-du-Perche e a 17 chilometri a sud di Nogent-le-Rotrou, nell'Eure-et-Loir.
Si dirige subito verso sudovest, imboccando una valle molto pittoresca. All'altezza di Vibraye, essa cambia direzione e si volge verso sudest, poi a sud, e riceve le acque del Couetron, sulla propria riva sinistra. A Sargé-sur-Braye, riceve alla sua riva sinistra l'apporto della Grenne, proveniente da Mondoubleau. Essa si dirige allora in linea retta verso il Loir, ricevendo poco prima di Bessé-sur-Braye, l'apporto dell'Anille le giunge da Saint-Calais sulla destra, così come dal Tusson, piccolo affluente proveniente da Vancé e da La Chapelle-Gaugain.
Essa raggiunge il Loir tra Sougé e Couture-sur-Loir, a una quindicina di chilometri a ovest (a valle) di Montoire-sur-le-Loir, al confine tra i dipartimenti della Sarthe e del Loir-et-Cher.
Il suo corso ha una lunghezza di 74,5 chilometri.

### Comuni e cantoni attraversati
Nei quattro dipartimenti dell'Eure-et-Loir, di Loir-et-Cher, dell'Orne, della Sarthe, la Braye attraversa ventiquattro comuni:
- Orne: Ceton,
- Eure-et-Loir: Saint-Bomer.
- Loir-et-Cher: Sargé-sur-Braye, Savigny-sur-Braye, Souday, Baillou, Sougé, Bonneveau, Cellé.
- Sarthe: Rahay, Marolles-lès-Saint-Calais, Montmirail, Théligny Gréez-sur-Roc, Saint-Ulphace, Valennes, Couture-sur-Loir, La Chapelle-Huon, Lavenay, Bessé-sur-Braye, Saint-Jean-des-Échelles, Lamnay, Champrond, Vibraye.

## Affluenti
(rd = alla riva destra; rs = alla riva sinistra)
La Braye ha ventotto affluenti ufficiali, tra i quali:
- il Saint Ulphace, 9,9 km su cinque comuni con due affluenti
- il Couëtron (rs), 16,9 km
- il Fresnay o torrente della Fenderie, 11,4 km su quattro comuni con un affluente:
  - il Boutry, 8 km sui due comuni di Berfay e di Valennes
- il Roclane, 7,8 km su quattro comuni con un affluente
- il Colonge, 7,9 km su tre comuni senza affluenti ufficiali
- il Vau, 3,6 km sul solo comune di Savigny-sur-Braye, senza affluenti ufficiali
- la Gravelle, 3,6 km sui due comuni di La Chapelle-Huon e di Cellé, senza affluenti ufficiali
- la Grenne o torrente di Tuilerie nella parte alta (rs), 28,6 km su sette comuni, due cantoni e con dodici affluenti dei quali con cinque rami e sette affluenti
- l'Anillé (rd), 27,3 km
- il Tusson (rd), 32,6 km

## Idrologia
La Braye è un fiume mediamente abbondante, un po' più della maggior parte dei corsi d'acqua della piana del bacino idrografico della Loira. La sua portata è stata osservata per un periodo di 23 anni (1992-2014), a Sargé-sur-Braye, a 82 metri di altitudine, località del Loir-et-Cher situata tra Mondoubleau e Savigny-sur-Braye e a una buona ventina di chilometri dalla sua confluenza con il Loir. Non sono state tenute in conto le portate dei suoi due affluenti più importanti, l'Anille e il Tusson.
Il modulo del fiume a Sargé-sur-Braye è di 3,14 m³/s.
La Braye presenta fluttuazioni stagionali di portata abbastanza marcate, con piene invernali e primaverili durante le quali la portata raggiunge valori tra i 4,80 e 7,36 m³/s; da dicembre a marzo incluso (con un massimo molto netto in gennaio), e di magra d'estate-auuonno, da luglio a ottobre incluso, con un minimo di portata media mensile fino a 1,23 m³/s nel mese di agosto.

## La fauna

### Fauna ittica - Pesca
La Braye presenta aspetti molto vari (radiers, zone calme) e una diversità di specie ittiche importante. Vi si trovano dei carnivori (lucci, sandre, pesci persico) e non (brème, gardon, tinche, gobioni, carpe, alborelle, cefali, scardole, etc). Si può passare da settori in cui il luccio e il pesce persico sono in maggioranza ad altri intermedi in cui i ciprinidi e la trota li soppiantano. Nello ZNIEFF situato tra Vibraye e Valennes, le specie determinanti di pesci sono la bottatrice (lota lota), l'alborella di fiume (Alburnoides bipunctatus), la trota, l'anguilla europea, il luccio e lo scazzone (Cottus gobio).

### Gli uccelli
Una ZNIEFF (Zone naturelle d'intérêt écologique, faunistique et floristique = zona naturale d'interesse ecologico, faunistico e floreale) è stata descritta nella bassa valle della Braye (chiamata Basse Vallée de la Braye entre Le-Gué-de-Launay et Valennes = bassa valle della Braye tra Le-Gué-de-Launay e Valennes), a livello della confluenza del Couetron. L'avifauna vi è varia e tipica degli ambienti umidi. Vi si nota la presenza dello stiaccino (saxicola rubetra). Tre altre specie determinanti di uccelli sono state rilevate: la cincia bigia alpestre (parus montanus), il luì grosso (phylloscopus trochilus) e il piro piro piccolo (actitis hypoleucos).